# Nahemi Uequin
Nahemi Uequin Antelo (Santa Cruz de la Sierra, Bolivia; 8 de abril de 2001) es una reina de belleza y modelo boliviana. Fue coronada Miss Bolivia 2021.

## Vida personal
Uequin nació y se crio en Santa Cruz. Es hija de Carlos Uequin y María Alicia Antelo. Uequin asistió al Colegio Alemán de Santa Cruz.

## Concurso de belleza

### Miss Santa Cruz
El 18 de julio de 2021 Nahemi Uequin compitió contra otras 17 candidatas en Miss Santa Cruz 2021 dónde fue coronada como Miss Santa Cruz 2021 y obtuvo el derecho de representar a su departamento en Miss Bolivia 2021.

### Miss Bolivia 2021
El 28 de agosto de 2021, Nahemi Uequin compitió contra otras 25 candidatas en Miss Bolivia 2021 en Santa Cruz, donde fue coronada como Miss Universe Bolivia 2021. Al final del evento, sucedió a la Miss Bolivia 2020 Lenka Nemer saliente.

### Miss Universo 2021
Como Miss Bolivia, Uequin representó a Bolivia en el certamen de Miss Universo 2021 que se llevó a cabo en Eilat, Israel, en el cual no logró clasificar al cuadro de finalistas.